# Oh Woman Oh Man
Oh Woman Oh Man is een nummer van de Britse alternatieve rockband London Grammar uit 2017. Het is de vierde single van hun tweede studioalbum Truth Is a Beautiful Thing.
Het nummer haalde de 85e positie in het Verenigd Koninkrijk. In Nederland behaalde "Oh Woman Oh Man" geen hitlijsten, in Vlaanderen haalde het de 6e positie in de Tipparade.